# 聖馬丁德波雷斯 (拉斯帕爾馬斯區)
聖馬丁德波雷斯（西班牙語：San Martín de Porres），是巴拿馬的城鎮，位於該國中西部，由貝拉瓜斯省的拉斯帕爾馬斯區負責管轄，面積26.3平方公里，2010年人口1,004，人口密度每平方公里38.2人。